# Frascarolo
Frascarolo ist eine norditalienische Gemeinde (comune) mit 1098 Einwohnern (Stand 31. Dezember 2023) in der Provinz Pavia in der Lombardei. Die Gemeinde liegt etwa 40 Kilometer westsüdwestlich von Pavia in der Lomellina und grenzt an die Provinz Alessandria (Piemont).

## Geschichte
1164 war die Ortschaft erwähnt worden; 1250 als Frascarolum. Zur gleichen Zeit wird die Abtei von Acqualunga (als Aqualungha) erwähnt. 1818 wurden beide Gemeinden vereinigt. 

## Verkehr
Durch die Gemeinde führt die ehemalige Staatsstraße 494 von Mailand nach Alessandria.